# Holteberg
Holteberg är ett berg i Antarktis. Det ligger i Östantarktis. Australien gör anspråk på området. Toppen på Holteberg är 1 200 meter över havet, eller 476 meter över den omgivande terrängen. Bredden vid basen är 3,1 km.
Terrängen runt Holteberg är kuperad åt sydväst, men åt nordost är den platt. Trakten är obefolkad. Det finns inga samhällen i närheten.